# Bulletin du Jardin Botanique National de Belgique
Bulletin du Jardin Botanique National de Belgique (abreviado Bull. Jard. Bot. Belg.) fue una revista ilustrada con descripciones botánicas que fue editada por el Jardín Botánico Nacional de Bélgica desde el año 1967. Sustituyó a Bulletin du Jardin Botanique de l'Etat (vol. 1-36). A su vez, fue sustituido por Systematics and Geography of Plants en el año 1999.